# Antonio Taramelli

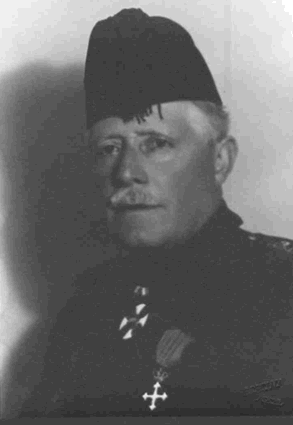
Antonio Taramelli

Antonio Taramelli (* 14. November 1868 in Udine; † 7. Mai 1939 in Rom) war ein italienischer Archäologe. Er gehört zu den Begründern der sardischen Archäologie.
Antonio Tamarelli war der Sohn des Geowissenschaftlers Torquato Taramelli. Er studierte an der Universität Pavia und erwarb 1889 das Doktorat in Geisteswissenschaften und besuchte anschließend einen Kurs in Archäologie an der Sorbonne, seit 1891 studierte er an der Scuola Nazionale di Archeologia in Rom als Schüler von Luigi Pigorini und Federico Halbherr, wo er 1894 sein Diplom als Archäologe erwarb. Im letzten Jahr seiner Ausbildung nahm er an Forschungen in Griechenland und auf Kreta teil.
Danach wurde er 1895 Inspektor im Amt für Denkmalpflege für Piemont und Ligurien. 1903 ging er nach Sardinien, wo er am Aufbau des 1906 eröffneten archäologischen Museums in Cagliari mitwirkte, dessen Leitung er 1908 übernahm. Damit verbunden war die Leitung von Ausgrabungen auf Sardinien, 1909 erhielt er den Titel eines Soprintendente. In Filippo Nissardi, einem Schüler von Giovanni Spano, fand er einen wertvollen Mitarbeiter für seine Forschungen.
Taramellis als „fieberhaft“ bezeichnete archäologische Arbeit auf der Insel beschäftigte ihn ungefähr 30 Jahre lang. Seinen zahlreichen Ausgrabungen maß er als Hilfsmittel der Geschichtsforschung besondere Bedeutung zu. Rund 230 wissenschaftliche Veröffentlichungen waren das Resultat.
Er interessierte sich insbesondere für die pränuraghischen und nuraghischen Kulturen. Sehr erfolgreich waren diesbezüglich seine Grabungen in der Domus-de-Janas-Nekropole von Anghelu Ruju bei Alghero, der größten auf Sardinien, die von  Großnuraghen so in Lugherras, Nuraghe Losa und bei der Nuraghe Santu Antine sowie das Brunnenheiligtum von Santa Vittoria di Serri.
Taramelli wird auch die Freilegung der Altertümer auf der Hochfläche Giara di Gesturi verdankt. Mehrfach war er als außerordentlicher Professor für Archäologie an der Universität Cagliari tätig. 1935 zog er nach Rom, wo er 1939 starb. Taramelli war verheiratet mit Ester Canonica und hatte zwei Söhne, Daniele und Valerio.
Bereits 1916 war er zum korrespondierenden Mitglied der Accademia dei Lincei gewählt worden, 1927 zum ordentlichen inländischen Mitglied. Auch war er seit 1929 ordentliches Mitglied des Deutschen Archäologischen Instituts und Träger mehrerer Orden. 1934 wurde er zum Senatore del Regno berufen.

## Schriften (Auswahl)
Neben Monografien veröffentlichte Taramelli zahlreiche Beiträge in Zeitschriften, die in Sammelbänden vorgelegt wurden.
- Le campagne di Germanico nella Germania. Pavia 1891
- Carte archeologiche della Sardegna. 4 Bände, Firenze, 1929–1940 (Nachdruck Sassari 1993).
- L’uso del sughero nell’antichita. Sassari 1936
- Scavi e scoperte. 4 Bände, Sassari 1982–1985 (Gesammelte Aufsätze aus den Jahren 1903 bis 1939).